# Війтівці (станція)
Війтівці — проміжна залізнична станція 4-го класу Жмеринської дирекції залізничних перевезень Південно-Західної залізниці на лінії Гречани — Волочиськ між зупинними пунктами Криштопівка та Гарнишівка. Розташована в смт Війтівці Хмельницького району Хмельницької області.

## Історія

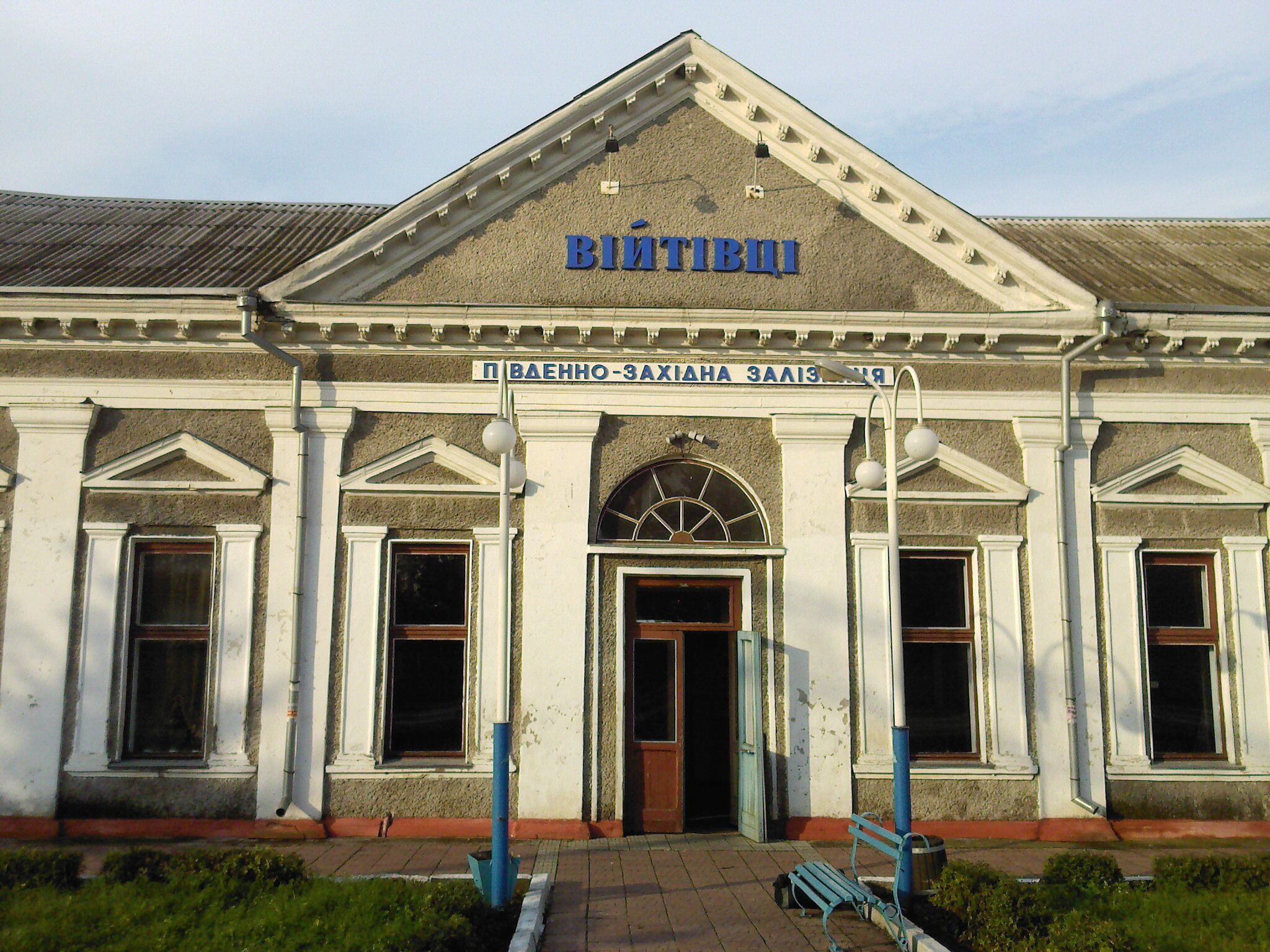
Вокзал у Війтівцях

Станція відкрита 21 вересня (3 жовтня) 1871 року, одночасно із відкриттям руху на всій лінії Жмеринка — Волочиськ. Назва станції походить від розташованого поруч поселення Війтівці.
У 1998 році станція електрифікована змінним струмом (~25 кВ) в складі дільниці Підволочиськ — Гречани.

## Пасажирське сполучення
На станції зупиняються приміські електропоїзди сполученням Хмельницький — Підволочиськ.